# Denise Del Vecchio
Denise Del Vecchio Falótico (ngày 3 tháng 5 năm 1954 tại São Paulo) là một nữ diễn viên người Brazil.

## Sự nghiệp
Denise Del Vecchio bắt đầu sự nghiệp trẻ từ năm 15 tuổi, được giáo sư địa lý tại Nhà hát Arena ở São Paulo đầu thập niên 1970 đảm nhận. Tác phẩm đầu tiên Denise Del Vecchio tham dự là Vida e Morte Severina. Tham dự Cacilda Becker trong bài thuyết trình cuối cùng của cô, vào năm 1969. Và khi cô rời đi, một niềm đam mê lớn đã được tái sinh. Denise Del Vecchio quyết định tiếp tục theo nghề này, ngoại trừ việc cô đã rất già. Sau đó, Denise Del Vecchio đã đi du học Bertolt Brecht tại Trường Auguste, và ngay sau đó đã quyết định đến giai đoạn đối thoại của nhà triết học Plato cùng với lớp triết lý của mình, đó là từ thời điểm này trên mà Denise Del Vecchio quan tâm đến phim ảnh, nó đã trở thành nền tảng trong cuộc sống của cô. Cô học một khóa Emilio Fontana, ở TBC, và sau sáu tháng đã đến Teatro de Arena, và đóng phim chuyên nghiệp.
Quỹ đạo nghệ thuật và cá nhân phong phú của Denise Del Vecchio là ở Memórias da Lua, bởi Tuna Dwek, của Bộ sưu tập Aplauso, của Nhà xuất bản chính thức của bang São Paulo, được phát hành vào tháng 2 năm 2008 

## Đời tư
Denise đã kết hôn với nam diễn viên Celso Frateschi, người mà cô đã biểu diễn cùng trên sân khấu và trong miniseries Jose do Egito, cặp vợ chồng có một con trai André Frateschi cũng là một diễn viên, bên cạnh đó là một đạo diễn và nhạc sĩ.